# Бехарано, Диего
Дие́го Бехара́но Иба́ньес (исп. Diego Bejarano Ibáñez; родился 24 августа 1991 года, Санта-Крус-де-ла-Сьерра) — боливийский футболист, полузащитник клуба «Боливар» и сборной Боливии.

## Клубная карьера
Бехарано — воспитанник клуба «Стронгест». 6 мая 2010 года в матче против «Гуабиры» он дебютировал в чемпионате Боливии, заменив во втором тайме Нелвина Солиса. В начале 2012 года для получения игровой практики Диего на правах аренды перешёл в «Гуабиру». 5 февраля в матче против «Ауроры» он дебютировал за новую команду. В этом же поединке он забил свой первый гол за «Гуабиру». Летом того же года Бехарано вернулся в «Стронгест». 18 августа в поединке против «Ла-Пас» он забил свой первый гол за родной клуб. В составе «Стронгест» Диего дважды стал чемпионом страны.
Летом 2014 года Бехарано перешёл в греческий «Панетоликос». 22 сентября в матче против ПАОКа он дебютировал в греческой Суперлиге. 17 декабря в поединке против «Платаниаса» Диего забил свой первый гол за «Панетоликос». В начале 2016 года он на правах аренды вернулся в «Стронгест».
Летом того же года «Стронгест» полностью выкупил трансфер Бехарано. В 2017 году в матче Кубка Либертадорес против уругвайского «Монтевидео Уондерерс» он забил гол. В начале 2018 года Бехарано перешёл в Боливар. 9 февраля в матче против Реал Потоси он дебютировал за новую команду. 18 марта в поединке против «Университарио Сукре» Диего забил свой первый гол за Боливар. В этом же году он вновь выиграл чемпионат.

## Международная карьера
15 ноября 2012 года в товарищеском матче против сборной Коста-Рики Бехарано дебютировал за сборную Боливии. 16 октября 2013 года в отборочном матче чемпионата мира 2014 против сборной Перу Диего забил свой первый гол за национальную команду.
В 2016 году в составе сборной Бехарано принял участие в Кубке Америки в США. На турнире он сыграл в матчах против команд Панамы, Чили и Аргентины.
В 2019 году Бехарано попал в заявку на участие в Кубке Америки в Бразилии. На турнире он сыграл в матчах против сборных Бразилии, Венесуэлы и Перу.

### Голы за сборную Боливии
| #   | Дата            | Место                                  | Противник | Счёт | Результат | Соревнование                     |
| --- | --------------- | -------------------------------------- | --------- | ---- | --------- | -------------------------------- |
| 01. | 16 октября 2013 | Национальный стадион, Лима, Перу       | Перу      | 1:1  | 1:1       | Чемпионат мира 2014 квалификация |
| 02. | 7 июня 2017     | Провинсиаль де Якуиба, Якуиба, Боливия | Никарагуа | 1:2  | 3:2       | Товарищеский матч                |

## Достижения
Командные
 «Стронгест»
- Победитель чемпионата Боливии (4) — Апертура 2012, Клаусура 2013, Апертура 2013, Апертура 2016

 «Боливар»
- Победитель чемпионата Боливии — Апертура 2019